# Lenda do rei Branco-Pardo e da rainha Branca-Rosa nas Sete Cidades

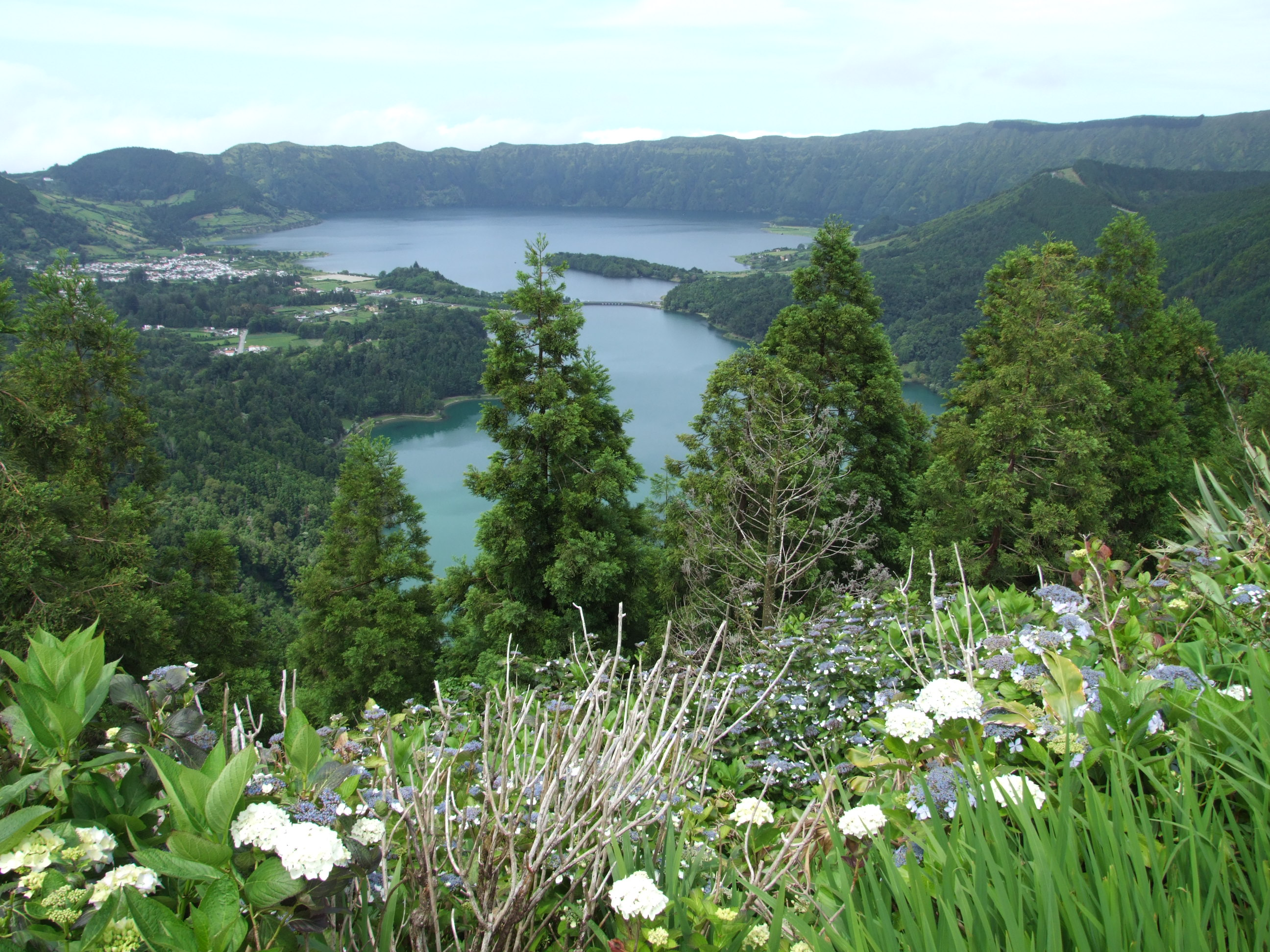
Lagoa das Sete Cidades.

A Lenda do rei Branco-Pardo e da rainha Branca-Rosa nas Sete Cidades é uma tradição oral da ilha de São Miguel, nos Açores. É uma das diversas lendas que procura explicar a formação da Caldeira das Sete Cidades no fundo da qual se encontra a bonita Lagoa das Sete Cidades.

## Lenda
Em tempos havia um reino cujo monarca se chamava Branco-Pardo e a rainha Branca-Rosa. Este casal real não tinha filhos, facto que lhes causava grandes desgosto. Durante uma noite em o rei se encontrava no seu dossel, teve um sonho visionário em que lhe foi dito que lhe seria dada uma filha, sob a condição de tanto ele como a rainha só a verem quando a princesa completasse vinte anos. Como o rei não tinha herdeiros, concordou com o sonho e assim foi.
Algum tempo depois nasceu uma linda princesa que foi separada dos pais e retirada para o local das Sete Cidades, que o pai foi obrigado a mandar construir por ordem do seu sonho. A princesa partiu logo nas primeiras horas de vida sem ser vista por qualquer um dos pais, levada por uma ama.
Longa, de vinte anos, era a espera prevista, e a ansiedade também; a tal ponto que o rei Branco-Pardo, alguns anos depois e não podendo aguentar mais, um dia partiu para as Sete Cidades para ver a sua filha, mesmo contrariando a vontade dos deuses.
Ao chegar junto dos gigantes portões que fechavam a imensa muralha, o rei encontrou-os fechados. Mandou arrombar os portões e, no momento em que os portões finalmente cederam e começaram a tombar, a terra começou a tremer e um tremendo cataclismo vulcânico abateu-se dobre o reino.
No local das Sete Cidades onde a princesa vivia encontra-se actualmente a cratera do enorme vulcão das Sete Cidades, e o seu vale. No fundo do vale encontram-se duas lagoas: uma de águas verdes, onde se encontram debaixo das águas os sapatinhos da princesa que dão cor às águas; a outra lagoa, de cor azul, esconde sob as suas águas o chapéu azul que a pequena princesa trazia na cabeça.